# Inostemma bicornutum
Inostemma bicornutum är en stekelart som beskrevs av William Harris Ashmead 1894. Inostemma bicornutum ingår i släktet Inostemma och familjen gallmyggesteklar. Inga underarter finns listade i Catalogue of Life.